# Katamenes flavigularis
Katamenes flavigularis is een vliesvleugelig insect uit de familie van de plooivleugelwespen (Vespidae). De wetenschappelijke naam van de soort is voor het eerst geldig gepubliceerd in 1951 door Bluethgen.